# 大島弓子 白泉社文庫セレクション
大島弓子 白泉社文庫セレクション（おおしまゆみこ はくせんしゃぶんこセレクション）は、大島弓子の漫画作品集である。1994年（平成6年）から2011年（平成23年）にかけて白泉社から刊行された。全20巻が刊行されたが、朝日ソノラマ版『大島弓子選集』とは異なり各巻に巻数の表記はない。
コミックスやその他の単行本・選集と区別して「白泉社文庫版」と呼ばれることもあるが、表題作は同じでも編集の都合上、コミックスや単行本とは各巻の収録作品や収録順が異なるものが多い。

## 概要
1994年6月17日に代表作の『綿の国星』が全4巻として刊行された。『綿の国星』各巻には収録作品の題名からとったサブタイトルが付される。その後に他の巻が随時刊行されたため、朝日ソノラマ版『大島弓子選集』（版元倒産により絶版）とは異なり、各巻の刊行順と作品の発表順とは一致しない。
判型はオールカラー絵本『ちびねこ絵本』2冊も含めて全作品が文庫判。各巻の巻末には解説または2ページの「あとがきマンガ」を収録する。カバーイラストは必ずしも作品発表当時のものではなく、初期作品の『全て緑になる日まで』『ほうせんか・ぱん』では後年に描かれたイラストを使用しているため、カバーと実際の作品の絵柄が大きく異なる。
最初期の作品を収録した『なずなよ なずな』とオールカラー絵本『ちびねこ絵本』2冊を除き、全作品が電子書籍としても発売され、Amazon Kindleなどの電子書籍取り扱いサイトで購入できる。
本項では各巻を刊行年ではなく、作品発表順（特に表題作）に準じて列挙する。以下、朝日ソノラマ版『大島弓子選集』は「朝日ソノラマ版選集」と略す。

## 収録作品

### なずなよ なずな
- 2002年6月14日刊行。ISBN 4592887174

1974年の作品3編を収録。
1. なずなよ なずな
2. ロジオン ロマーヌイチ ラスコーリニコフ（「罪と罰」改題）
3. キララ星人応答せよ
4. あとがきマンガ

### ほうせんか・ぱん
- 2001年12月14日刊行。ISBN 459288714X

1974年から1976年の作品6編を収録。
1. 海にいるのは…
2. ほうせんか・ぱん
3. ほたるの泉
4. 銀の実を食べた
5. わがソドムへどうぞ
6. まだ宵のくち
7. あとがきマンガ

### いちご物語
- 1997年9月12日刊行。ISBN 4592883551

1975年の長編連載「いちご物語」を1冊に収録。
1. いちご物語
2. あとがきマンガ

### 全て緑になる日まで
- 1996年12月13日刊行。ISBN 4592883543

1975年から1976年の作品6編を収録。
1. F式蘭丸
2. 10月はふたつある
3. リベルテ144時間
4. ヨハネがすき
5. 全て緑になる日まで
6. アポストロフィーS
7. あとがきマンガ

### さようなら女達
- 1996年3月1日刊行。ISBN 4592883535

1976年から1977年の作品5編を収録。
1. さようなら女達
2. おりしもそのときチャイコフスキーが
3. 七月七日に
4. いたい棘いたくない棘
5. シンジラレネーション
6. あとがきマンガ

### バナナブレッドのプディング
- 1995年9月14日刊行。ISBN 4592883527

1977年から1978年の作品4編を収録。
1. バナナブレッドのプディング
2. ヒー・ヒズ・ヒム
3. 草冠の姫
4. パスカルの群れ
5. あとがきマンガ

### 夏のおわりのト短調
- 1995年6月16日刊行。ISBN 4592883519

1977年から1984年の作品5編を収録。
1. 夏のおわりのト短調
2. たそがれは逢魔の時間
3. 赤すいか黄すいか
4. 裏庭の柵をこえて
5. あまのかぐやま
6. 解説：本田和子

この間に『綿の国星』の連載が始まったため、作品の収録期間が長くなっている。

### 四月怪談
- 1999年3月12日刊行。ISBN 459288356X

1976年から1983年の作品7編を収録。
1. ローズティーセレモニー
2. きゃべつちょうちょ
3. ページワン
4. 四月怪談
5. 雛菊物語
6. 桜時間
7. 金髪の草原
8. あとがきマンガ

この間に『綿の国星』の連載が始まったため、作品の収録期間が長くなっている。
「ページワン」は漫画ではなく水彩着色によるイラストストーリー。朝日ソノラマ版選集7巻に収録。
「桜時間」と「金髪の草原」の間に、1982年『別冊LaLa』に掲載された単行本未収録作「密造アップルサイダー」は朝日ソノラマ版選集にも未収録だが、白泉社文庫セレクションにも収録されていない。理由は不明。

### 綿の国星 1巻
- 1994年6月17日刊行。ISBN 4592880617

サブタイトル「シルク・ムーン・プチ・ロード」
1978年から1979年の『綿の国星』シリーズ5編を収録。
1. 綿の国星
2. ペルシャ
3. シルク・ムーン・プチ・ロード
4. ミルクパン・ミルククラウン
5. カーニバル ナイト
6. 解説：永田萠

朝日ソノラマ版選集では、第1期9巻『綿の国星I』に収録。

### 綿の国星 2巻
- 1994年6月17日刊行。ISBN 4592880625

サブタイトル「ピップ・パップ・ギー」
1980年の『綿の国星』シリーズ5編を収録。
1. ピップ・パップ・ギー
2. 日曜日にリンス
3. 苺苺苺苺 バイバイマイマイ
4. 八十八夜
5. 葡萄夜
6. 解説：赤木かん子

朝日ソノラマ版選集では「苺苺苺苺 バイバイマイマイ」までは第1期9巻『綿の国星I』、「八十八夜」「葡萄夜」の2話は第2期15巻『綿の国星II』に収録。

### 綿の国星 3巻
- 1994年6月17日刊行。ISBN 4592880633

サブタイトル「お月様の糞」
1981年から1984年の『綿の国星』シリーズ9編を収録。
1. 毛糸弦
2. 夜は瞬膜の此方
3. 猫草
4. かいかい
5. ド・シー
6. ペーパー・サンド
7. チャーコールグレー
8. 晴れたら金の鈴
9. お月様の糞
10. 解説：谷山浩子

朝日ソノラマ版選集では、「晴れたら金の鈴」までは第2期15巻『綿の国星 2』、「お月様の糞」は第2期16巻『綿の国星 3』に収録。
「毛糸弦」はチビ猫と須和野一家が登場せず、女子高校生と飼い猫のオス猫が主人公の番外編的作品。
『綿の国星』が不定期連載となり、作品の収録期間が長くなっている。また連載初期に比べて一話のページ数が減り、収録作品数が増えている。

### 綿の国星 4巻
- 1994年6月17日刊行。ISBN 4592880641

サブタイトル「ギャザー」
1984年から1987年の『綿の国星』シリーズ4編と「サヴァビアン」を収録。
1. ばら科
2. ギャザー
3. ねのくに
4. 椿の木の下で
5. サヴァビアン
6. 解説：脇明子

朝日ソノラマ版選集では、第2期16巻『綿の国星 3』に収録。
シリーズ最後の作品「椿の木の下で」までを収録。『綿の国星』は読み切り形式だが、全体のストーリーとしては完結しておらず、この作品をもって未完に終わっている。
「サヴァビアン」は『綿の国星』シリーズの作品ではなく、大島と飼い猫サバの生活を綴った15ページのコミックエッセイ。『別冊LaLa』1985年3月号掲載。この作品がのちの「サバシリーズ」につながる。

### ダリアの帯
- 1999年6月15日刊行。ISBN 4592883578

1983年から1985年の7編を収録。
1. 夢虫・未草
2. 水枕羽枕
3. 快速帆船
4. サマタイム
5. ノン・レガート
6. ダリアの帯
7. 乱切りにんじん
8. あとがきマンガ

### ロングロングケーキ
- 1999年9月14日刊行。ISBN 4592883586

1986年から1988年までの7編を収録。
1. いちょうの実（原作・宮沢賢治）
2. ジギタリス
3. 秋日子かく語りき
4. ロングロングケーキ
5. 庭はみどり川はブルー
6. 水の中のティッシュペーパー
7. 山羊の羊の駱駝の
8. あとがきマンガ

「いちょうの実」は宮沢賢治の童話の漫画化（絵本や挿絵ではない）。賢治の原作では銀杏の木が母親、実が子供たちとして描かれているが、大島はそれを得意の擬人化で漫画にしている。『コミックトム』1986年3月号掲載。朝日ソノラマ版選集には未収録。

### つるばらつるばら
- 1999年12月15日刊行。ISBN 4592883594

1988年から1990年までの5編を収録。
1. つるばらつるばら
2. 夏の夜の獏
3. ダイエット
4. 毎日が夏休み
5. 恋はニュートンのリンゴ
6. あとがきマンガ

『ASUKA』掲載作品を収録。

### サバの秋の夜長
- 2000年3月15日刊行。ISBN 4592883608

1988年から1990年までの「サバシリーズ」4編を収録。
1. 月の大通り
2. アンブラッセ
3. サバの秋の夜長
4. わたしの屋根に雪つもりつ
5. あとがきマンガ

大島本人と擬人化された飼い猫のサバが登場するコミックエッセイシリーズ。
1988年発表の「月の大通り」は、『綿の国星』を描いていながら猫を飼っていなかった大島が、サバと出会い飼うようになるまでの経緯を描いた作品。この猫エッセイ漫画はのちの『グーグーだって猫である』シリーズへも続くことになる。

### サバの夏が来た
- 2000年6月15日刊行。ISBN 459288700X

1990年から1993年までの「サバシリーズ」作品を収録。
1. サバタイム
2. サバの夏が来た
3. すばらしき昼食
4. 大きな耳と長いしっぽ
5. サバの天国と地獄
6. あとがきマンガ

1990年に『ヤングロゼ』で連載された「サバタイム」と、1990年から1993年まで『ASUKA』で不定期連載された「サバシリーズ」の続編を収録。

### ロスト ハウス
- 2001年6月15日刊行。ISBN 4592887093

1993年から1995年までの5編を収録。
1. ジィジィ
2. 青い 固い 渋い
3. ロスト ハウス
4. 8月に生まれる子供
5. クレイジー ガーデン PARTI（「卒論」改題）
6. クレイジー ガーデン PARTII
7. あとがきマンガ

1993年『ASUKA』7月号掲載の「ジィジィ」以外は『ヤングロゼ』に掲載。以降は少女向け漫画雑誌から大人の女性向けの『ヤングロゼ』に発表の場を移す。
翌1996年からは『ヤングロゼ』で『グーグーだって猫である』を連載開始（白泉社文庫セレクションには未収録）。

### ちびねこ絵本
- 2010年11月16日刊行。ISBN 9784592888406

1. ちびねこ絵本（70編）
2. あとがきマンガ

絵本雑誌『おひさま』の長期連載「ちびねこ」から、作者が選んだ70編をオールカラーで収録。
『綿の国星』の派生作品だが、漫画ではなくイラストと文章で綴った絵本である。小さな子供でも読めるよう文章は平仮名表記され、片仮名にはルビが付いている。

### ちびねこ絵本 くりまん
- 2011年11月15日刊行。ISBN 9784592888505

1. ちびねこ絵本 くりまん（50編+描き下ろし3編）
2. あとがきマンガ

絵本雑誌『おひさま』の長期連載「ちびねこ」から、作者が選んだ50編と描き下ろし3編（14ページ）をオールカラーで収録。
『綿の国星』の派生作品「ちびねこ絵本」の続編。『綿の国星』本編には登場しない、チビ猫が拾ってきた頭の茶色い雌猫の赤ちゃん「くりまん」が登場する。